# Tjernysjov-divisionen
Tjernysjov-divisionen (russisk: Дивизион Чернышёва, tr. Divizion Tjernysjova) er en af den Kontinentale Hockey-Ligas fire divisioner. Divisionen tilhører ligaens Øst-konference og består af otte hold:
- seks hold fra østlige og centrale Rusland.
- et hold fra Kasakhstan.
- et hold fra Folkerepublikken Kina.

Divisionen blev dannet i 2008 samtidig med oprettelsen af KHL og har siden 2009 været en del af Øst-konferencen.
Tjernysjov-divisionen består i sæsonen 2017-18 af følgende hold.
| Hold                | By          |
| ------------------- | ----------- |
| Admiral Vladivostok | Vladivostok |
| Amur Khabarovsk     | Khabarovsk  |
| Avangard Omsk       | Omsk        |
| Barys Astana        | Astana      |
| Kunlun Red Star     | Beijing     |
| Salavat Julajev Ufa | Ufa         |
| Sibir Novosibirsk   | Novosibirsk |

Divisionen er opkaldt efter den tidligere sovjetiske spiller og træner Arkadij Tjernysjov, der var landstræner for Sovjetunionen i 1948-72, og som i den periode vandt 11 VM-guld og fire OL-guld, og som i 1999 blev valgt ind i IIHF Hall of Fame.

## Hold
Sammensætningen af holdene i Tjernysjov-divisionen har gennem sæsonerne ændret sig flere gange. I nedenstående tabel er de sæsoner, hvor de enkelte hold har været en del af Tjernysjov-divisionen, markeret med grønt.
| Hold                     | 2008-09   | 2009-10   | 2010-11   | 2011-12   | 2012-13   | 2013-14   | 2014-15   | 2015-16   | 2016-17   | 2017-18   |
| ------------------------ | --------- | --------- | --------- | --------- | --------- | --------- | --------- | --------- | --------- | --------- |
| Ak Bars Kazan            |           | Kharlamov | Kharlamov | Kharlamov | Kharlamov | Kharlamov | Kharlamov | Kharlamov | Kharlamov | Kharlamov |
| Dynamo Moskva            |           | Bobrov    | Bobrov    | Bobrov    | Bobrov    | Tarasov   | Tarasov   | Tarasov   | Tarasov   | Tarasov   |
| Neftekhimik Nizjnekamsk  |           | Kharlamov | Kharlamov | Kharlamov | Kharlamov | Kharlamov | Kharlamov | Kharlamov | Kharlamov | Kharlamov |
| Torpedo Nizjnij Novgorod |           | Tarasov   | Tarasov   | Tarasov   | Tarasov   | Kharlamov | Tarasov   | Tarasov   | Tarasov   | Tarasov   |
| HK Vitjaz                |           | Tarasov   | Tarasov   | Tarasov   | Bobrov    | Tarasov   | Tarasov   | Tarasov   | Tarasov   | Tarasov   |
| Barys Astana             |           |           |           |           |           |           |           |           |           |           |
| Amur Khabarovsk          | Kharlamov |           |           |           |           |           |           |           |           |           |
| Avangard Omsk            | Kharlamov |           |           |           |           |           |           |           |           |           |
| Metallurg Novokuznetsk   | Bobrov    |           |           |           |           |           |           |           |           | VHL       |
| Salavat Julajev Ufa      | Bobrov    |           |           |           |           |           |           |           |           |           |
| Sibir Novosibirsk        | Kharlamov |           |           |           |           |           |           |           |           |           |
| Admiral Vladivostok      | -         | -         | -         | -         | -         |           |           |           |           |           |
| Kunlun Red Star          | -         | -         | -         | -         | -         | -         | -         | -         |           |           |

## Divisionsvindere
| Sæson   | Vinder                  | Point |
| ------- | ----------------------- | ----- |
| 2008-09 | Ak Bars Kazan (1)       | 122   |
| 2009-10 | Salavat Julajev Ufa (1) | 129   |
| 2010-11 | Avangard Omsk (1)       | 118   |
| 2011-12 | Avangard Omsk (2)       | 93    |
| 2012-13 | Avangard Omsk (3)       | 102   |
| 2013-14 | Barys Astana (1)        | 94    |
| 2014-15 | Sibir Novosibirsk (1)   | 111   |
| 2015-16 | Avangard Omsk (4)       | 106   |

## Vindere af Gagarin-pokalen
Pr. 2016 har hold fra Tjernysjov-divisionen to gange formået at vinde Gagarin-pokalen.
| Sæson   | Vinder              |
| ------- | ------------------- |
| 2008-09 | Ak Bars Kazan       |
| 2010-11 | Salavat Julajev Ufa |